# Johannes Volkmann (Künstler)
Johannes Volkmann (* 1968 in München) ist ein deutscher bildender Künstler und der Gründer des  Papiertheaters in Nürnberg.

## Leben
Johannes Volkmann wurde 1968 in München geboren. Nach dem Besuch der Waldorfschule nahm er 1993 eine Holzbildhauerlehre an der Holzfachschule Oberammergau bei Schnitzmeister Herbert Koch auf. Danach bildete er sich am Figurentheater-Kolleg in Bochum weiter und absolvierte schließlich von 1995 bis 2000 bei Professor J.P. Hölzinger an der Akademie der Bildenden Künste in Nürnberg den Studiengang „Kunst und öffentlicher Raum“.
1995 gründete Johannes Volkmann das „Papiertheater“ in Nürnberg, ein freies Tourneetheater mit wechselnder Besetzung und Auftritten auf der ganzen Welt. Seit dem Jahr 2000 betätigt er sich als freischaffender Künstler mit sowohl geographisch als auch interdisziplinär grenzüberschreitenden Arbeiten. Johannes Volkmann wurde mit dem Wolfram-von-Eschenbach-Preis, dem Theaterpreis des Bundes und verschiedenen anderen Preisen ausgezeichnet. Im Jahr 2022 erhielt der Künstler den nur alle zwei Jahre vergebenen Großen Kulturpreis der Stadt Nürnberg. Johannes Volkmanns Bücher erscheinen im Verlag Erlesene Bücher. Viele von ihnen sind handgemachte Einzelkunstwerke. Der Künstler lebt und arbeitet in Nürnberg und im oberbayerischen Riegsee.

## Werk
Johannes Volkmann versteht Kunst als elementares Mittel, Menschen zusammenzubringen und soziale Prozesse anzustoßen. Im Laufe seines Schaffens thematisierte er gravierende politische Ereignisse wie Krieg und Migration sowie gesellschaftliche Fragen wie Gerechtigkeit, Umweltverschmutzung und Werte.

### Kunst (Auswahl)
- Jahrtausendwende: Träume flussabwärts (Nürnberg, 2000)[9]
- Ausstellung in der Ehrenhalle (Nürnberg, 2000)[10]
- Leben (Nürnberg, 2012)[11]
- Die innere Stadt (Nürnberg/München/Gauting/Murnau, 2015–2017)[12][13]
- Anders herum denken mit Johannes Beissel, Thomas Stang, Stephan Klier, Katharina Lagé (Nürnberg/Fürth, 2016–2017)[14]
- Die selbst geschnitzte Dorfbücherei (Riegsee u. a. 2016)[15]
- Unbezahlbar (u. a. Nürnberg/Barcelona/Budapest/Bethlehem/Alexandria/Quito/Mumbai/Shenzen, 2009–2014)[16]
- Konferenz der Kinder (u. a. Deutschland/Polen/Kroatien/Bulgarien/Burkina Faso/Malaysia/Kanada, 2014–2018)[17][18]
- Menschenrechtsbänke (Murnau, 2019)[19]
- Säulen des Friedens (Reichsparteitagsgelände Nürnberg, 2019)[20]
- Was ist maßvoll? (2021)[21]
- WeltgerEchtshof der Kinder (Nürnberg, 2021)[22]

### Inszenierungen (Auswahl)
- Das entwaffnende Pferd – Über die List der Abrüstung der Welt[23][24]
- Das ist der Gipfel[25]
- Erik Satie – gespielt mit Papier (2004)[26]
- Bilder einer Ausstellung (2007)
- Kostprobe I (2007)[27]
- Hans im Glück[28]
- Die Zauberflöte in Kooperation mit tak.tik Wien, Salzburger Festspielen u. a.[29]
- Karneval der Tiere – Film für den Bayerischen Rundfunk[30]

### Bücher
Johannes Volkmanns Bücher erscheinen im Verlag Erlesene Bücher.
- Kugelmenschen – Ein gerissenes Stück Philosophie (2004)
- Geschichte einer Frage – Für Realisten und Hedonisten (2004)
- E-Werk / Nr. 1 – Gedichtband von Günter Grass
- Bitte eintreten. Über den Raum – in den Raum (2005)
- Unbezahlbar – Eine Frage reist um die Welt (2013)
- Unerhört – Das babylonische Kochbuch (2016)
- Konferenz der Kinder – Ein Fragebuch (2016)
- Erlaubt – Schneide und reiße in dieses Buch
- 25 Jahre Papiertheater (2021)